# 沃沮
沃沮（よくそ、オクチョ、韓国語: 옥저, ラテン文字転写: Okjeo）は、紀元前2世紀から3世紀にかけて朝鮮半島北部の日本海に沿った地方（現在の咸鏡道付近）に住んでいたと思われる民族。『三国志』や『後漢書』では東沃沮（とうよくそ）と表記される。

## 概要

2世紀頃の東夷諸国と東沃沮，北沃沮の位置。

『三国志』では、北東は狭く西南に広い、高句麗の蓋馬大山（長白山脈）の東から海岸までに及び、北に挹婁・夫余と、南に濊貊と接し、その言語は高句麗と大体同じで時に少し異なると記される。
「沃沮」という独自の国家があったのではなく、前漢の玄菟郡の夫租県（現在の咸鏡南道の咸興市付近）にいた濊貊系種族を指すものと考えられており、同じく濊から分かれた夫余・東濊や高句麗とは同系とされている。1958年に平壌直轄市楽浪区域で出土した「夫租薉君」銀印や、1961年に出土した「夫租長印」銀印、『漢書』巻28地理志「夫租」などから、本来は「夫租」であったと考えられている。しかし、『三国志』以降は沃沮と表記されるが、これは夫租を誤記したためと考えられている。

## 東沃沮
『三国志』東沃沮伝によれば、始め衛氏朝鮮に帰属していたが、漢の武帝により漢四郡（楽浪郡・真番郡・臨屯郡・玄菟郡）が置かれた際に、沃沮城（夫租城）を玄菟郡の県にした。以来、沃沮（夫租）は玄菟郡の支配下に入り、後に玄菟郡の縮小に伴って夫租県が楽浪郡に転属すると、沃沮（夫租）は楽浪郡に帰属することとなった。後、3世紀の頃には高句麗に臣従していた。魏の毌丘倹が高句麗に攻め入った際には、高句麗王の憂位居が北沃沮に逃れたという。この記事に続けて北沃沮・南沃沮と言う表現が見られるが、南沃沮とは東沃沮を指すと考えられている。
後に「白山靺鞨」となり、渤海国が建国されてからは渤海人の一部となった。
東沃沮は、東以外にも別の沃沮が存在するという意味ではなく、東方民族の沃沮程度の意味だという。

## 北沃沮
前述の通り、北沃沮は『三国志』東沃沮伝の中に見える名称で、別名で置溝婁ともいう。南沃沮（北沃沮の対比での表現。東沃沮そのものを指す）から800里離れるが、南北ともに同じ習俗であり、北を挹婁と西を夫余と南を高句麗と接していた。
- 「置溝婁」を「買溝」と書いている例があることから、通説では「置溝婁」は誤写で、「買溝婁」が正しいとされる。

## 怪異
『三国志』東夷伝・東沃沮の条に以下の記述がある。
玄菟太守の王頎が毌丘倹の命令で高句麗王を追撃し、北沃沮の東方の境界まで至った際、そこの老人に「この海の東にも人は住んでいるだろうか」と尋ねると、「昔、ここの者が漁にでたまま暴風雨にあい、10日間も漂流し、東方のある島に漂着したことがあります。その島には人がいましたが、言葉は通じません。その地の風俗では毎年7月に童女を選んで海に沈めます」と答えた。また、「海の彼方に、女ばかりで男のいない国もあります」や、「一枚の布製の着物が海から流れ着いたことがあります。その身ごろは普通の人と変わりませんが、両袖は三丈もの長さがありました。また、難破船が海岸に流れ着いたことがあり、その船にはうなじのところにもう一つの顔のある人間がいて、生け捕りにされました。しかし、話しかけても言葉が通じず、食物をとらぬまま死にました」などとも答えた。

## 言語
中国の史書によると、夫余の言語は高句麗と同じとされ、沃沮とワイ人もほぼ同じとされる。一方、東の挹婁は独特の言語を使っていたとされ、夫余の言語と異なると記される。